# Marco Cattaneo
Marco Cattaneo (Rovellasca, 28 ottobre 1957) è un ex ciclista su strada italiano.

## Carriera
Nato nel 1957 a Rovellasca, in provincia di Como, da dilettante ha vinto diverse gare, tra le quali la Milano-Tortona nel 1978, due tappe al Giro d'Italia dilettanti nel 1979 con la G.S. Lema Mobili, il Gran Premio della Liberazione nel 1980 con la G.S. Isal Tessari Salotti e, su pista, il titolo italiano dilettanti nell'Inseguimento nel 1977.
A 22 anni ha partecipato ai Giochi olimpici di Mosca 1980, terminando 14º nella corsa in linea a 8'49"0 dalla medaglia d'oro, il sovietico Sergej Suchoručenkov.
Nel 1981, a 24 anni, è passato professionista con la Famcucine, con la quale ha preso parte a 3 classiche monumento: il Giro delle Fiandre, dove è arrivato 45º, la Parigi-Roubaix, chiuso 12º al posto, e il Giro di Lombardia, dove ha terminato 11º.
Ha chiuso la carriera nel 1982, a 25 anni, dopo una stagione alla Zonca.

## Palmarès

### Strada
- 1977 (dilettanti)

Coppa Colli Briantei
- 1978 (dilettanti)

Milano-Tortona
Coppa Caduti Buscatesi
- 1979 (dilettanti)

Giro dei Tre Laghi
8ª tappa Giro d'Italia dilettanti (Montebelluna > Ferrara di Monte Baldo)
11ª tappa Giro d'Italia dilettanti (Montecatini Terme > Montecatini Terme)
- 1980 (dilettanti)

Gran Premio della Liberazione

#### Altri successi
- 1979 (dilettanti)

Circuito Valle del Liri
- 1980 (dilettanti)

Trofeo Valco (Bergamo, cronosquadre)

### Pista
- 1977 (dilettanti)

Campionati italiani, Inseguimento Dilettanti

## Piazzamenti

### Classiche monumento
- Giro delle Fiandre

1981: 45º
- Parigi-Roubaix

1981: 12º
- Giro di Lombardia

1981: 11º

### Competizioni mondiali
- Giochi olimpici

Mosca 1980 - In linea: 14º